# Самір Шакер
Самір Шакер Махмуд (араб. سمير شاكر; нар. 29 лютого 1958, Багдад, Ірак) — іракський футболіст та тренер, виступав на позиції захисника.

## Клубна кар'єра
Самір Шакер, один з найкращих центральних захисників 1980-х років, розпочав грати у футбол на професіональному рівні в клубі «Салах ад-Дін» з Тікрита в 1977 році. Пізніше перейшов в армійський клуб «Аль-Джаїш», оскільки вважав, що, граючи в Багдаді, він буде мати більше шансів потрапити в збірну. Повернувшись в «Салах ад-Дін», став чемпіоном країни в сезоні 1982/83.
У 1986 році став футболістом «Ар-Рашида», був капітаном команди, виграв 3 чемпіонські титули (в сезонах 1986/87, 1987/88 і 1988/88), а в сезонах 1986/87 та 1987/88 вигравав також і Кубок Іраку. У 1986 році на Клубному чемпіонаті Арабських країн у Тунісі  Самір відзначився єдиним голом у поєдинку проти «Есперанса», завдяки цьому голу «Ар-Рашид» виграв свій другий загальноарабський трофей. Завершив кар'єру футболіста в 1990 році.

## Кар'єра в збірній
За національну збірну Іраку Самір Шакер виступав з 1982 по 1988 рік. Першим великим турніром у складі збірної для нього став Кубок Перської затоки-1982. На чемпіонаті світу 1986 року взяв участь у перших двох матчах. В поєдинку проти Бельгії Шакер плюнув у головного арбітра, в результаті чого отримав жовту картку. Проте згодом отримав 1-річну дискваліфікацію й більше не викликався до головної збірної країни. І лише в 1988 році на Олімпійських іграх 1988 зіграв 1 матч.

## Кар'єра тренера
По завершенні кар'єри гравця розпочав тренерську діяльність. Працював у Бангладеші, де тренував місцеві клуби «Абабані Кріра Чакра» та «Мохаммедан Спортінг Бангладеш». Проте на тренерському містку більш відомий як один з найуспішніших тренерів національної збірної Бангладешу (працював на цій посаді з 1998 по 1999 рік), яка під його керівництвом виграла Футбольний чемпіонат САФФ та Ігри САФФ 1999 в Непалі

## Досягнення
- Прем'єр-ліга (Ірак)
  -  Чемпіон (4): 1982/83, 1986/87, 1987/88, 1988/88

- Кубок Іраку
  -  Володар (2): 1986/87, 1987/88

- Переможець Панарабських ігор: 1985
- Переможець Кубка арабських націй: 1988